# Dekinai
Singles de Olivia
Dress me Up
(2000) Color of your Spoon
(2000)
Dekinai est le 5e single de Olivia sorti sous le label Cutting Edge le 26 juillet 2000 au Japon. Il atteint la 57e place du classement de l'Oricon, et reste classé pendant 1 semaine, pour un total de 3 590 exemplaires vendus.
Dekinai a été utilisé comme thème d'ouverture pour l'émission M-mania. Dekinai et Escape the Flames se trouvent sur l'album Synchronicity.

## Liste des titres
| 1. | Dekinai (できない)                         | Olivia Lufkin        | Olivia Lufkin, Korenaga Takumichi | 4:56 |
| 2. | Escape the Flames                          | Korenaga Takumichi   | Olivia Lufkin, Korenaga Takumichi | 3:50 |
| 3. | Slow-mo                                    | Sakushi Isaka Satoko | Olivia Lufkin, Korenaga Takumichi | 5:50 |
| 4. | Dekinai (Down to the floor mix) (できない) | Olivia Lufkin        | Olivia Lufkin, Korenaga Takumichi | 4:56 |
| 5. | Pass Me the Sugar (English Version)        | Olivia Lufkin        | Olivia Lufkin, Korenaga Takumichi | 4:49 |

| 1. | Dekinai (Down to Floor Mix) (できない) | Olivia Lufkin        | Olivia Lufkin, Down to Floor      |      |
| 2. | Dekinai (できない)                     | Olivia Lufkin        | Olivia Lufkin, Korenaga Takumichi | 4:56 |
| 3. | Pass Me the Sugar (After Hours Mix)    | Olivia Lufkin        | Olivia Lufkin, After Hours        |      |
| 4. | Pass Me the Sugar (Heat in Beat Mix)   | Olivia Lufkin        | Olivia Lufkin, Heat in Beat       |      |
| 5. | Slow-mo                                | Sakushi Isaka Satoko | Olivia Lufkin, Korenaga Takumichi | 5:50 |